# Joachim von Blücher
Joachim von Blücher (* 1. Oktober 1888 in Pasewalk; † 9. Februar 1980 in Lauenburg/Elbe) war ein deutscher Politiker (NSDAP) und SA-Führer.

## Leben und Wirken
Von 1899 bis 1906 besuchte Joachim von Blücher die Kadettenanstalten in Plön und Groß-Lichterfelde. Am 18. März 1906 wurde er zum Leutnant im Dragoner-Regiment „von Arnim“ (2. Brandenburgisches) Nr. 12 ernannt. Am 6. November 1914 erfolgte die Beförderung zum Oberleutnant und am 18. Dezember 1915 die zum Rittmeister.
Im Ersten Weltkrieg unterstand er dem Kommandanten Hans-Mortimer von Maltzahn (1863–1916), dessen Tochter Veronika er heiratete.
Am 10. Dezember 1918 übernahm von Blücher das väterliche Gut Wolkow mit Klein Borckenhagen und Radow-Mühle im Kreis Regenwalde, das er mindestens bis in die 1930er Jahre bewirtschaftete. 1919 wurde er Gemeindevorsteher in seiner Heimat Wolkow.
Blücher trat zum 1. August 1931 der NSDAP (Mitgliedsnummer 593.983) sowie zum 1. Februar 1932 der SA bei und wurde am 1. Juli 1932 zum SA-Standartenführer und Führer der SA-Standarte 129 (SA-Untergruppe Pommern/SA-Gruppe Ostsee) ernannt. Ab 1. Oktober 1933 war von Blücher Führer der SA-Standarte 448 (SA-Gruppe Pommern). 1936 schied er aus der SA aus.
1933 gehörte von Blücher dem Preußischen Landtag einige Monate lang als Abgeordneter an. Am 3. April 1934 trat er im Nachrückverfahren für den verstorbenen Abgeordneten Elhard von Morozowicz in den nationalsozialistischen Reichstag ein, dem er 2 Jahre bis zum Ende der Wahlperiode im März 1936 als Vertreter des Wahlkreises 2 (Berlin) angehörte. Obwohl er erneut kandidierte, wurde er 1936 nicht in den Reichstag gewählt.
1939 umfasste sein Besitz, das Rittergut Wolkow mit dem Rittergut Klein Borckenhagen und Raddower Mühle, nach dem letztmals amtlich publizierten Güteradressbuch für Pommern gesamt 757 ha. Für alle drei Bereiche jeweils waren Verwalter eingesetzt, im Schwerpunkt wurde Viehwirtschaft betrieben.
Nach seiner Flucht aus Wolkow im Jahr 1945 war von Blücher ab 1947 als Interessenvertreter der Pommerschen Vertriebenen in Schleswig-Holstein wieder politisch aktiv. Als Gründungsmitglied wurde er Direktor des Vertriebenenverbandes Pommersche Landsmannschaft.
Er starb 1980 im Alter von 91 Jahren in Schleswig-Holstein und wurde in Lauenburg/Elbe bestattet.

## Familie

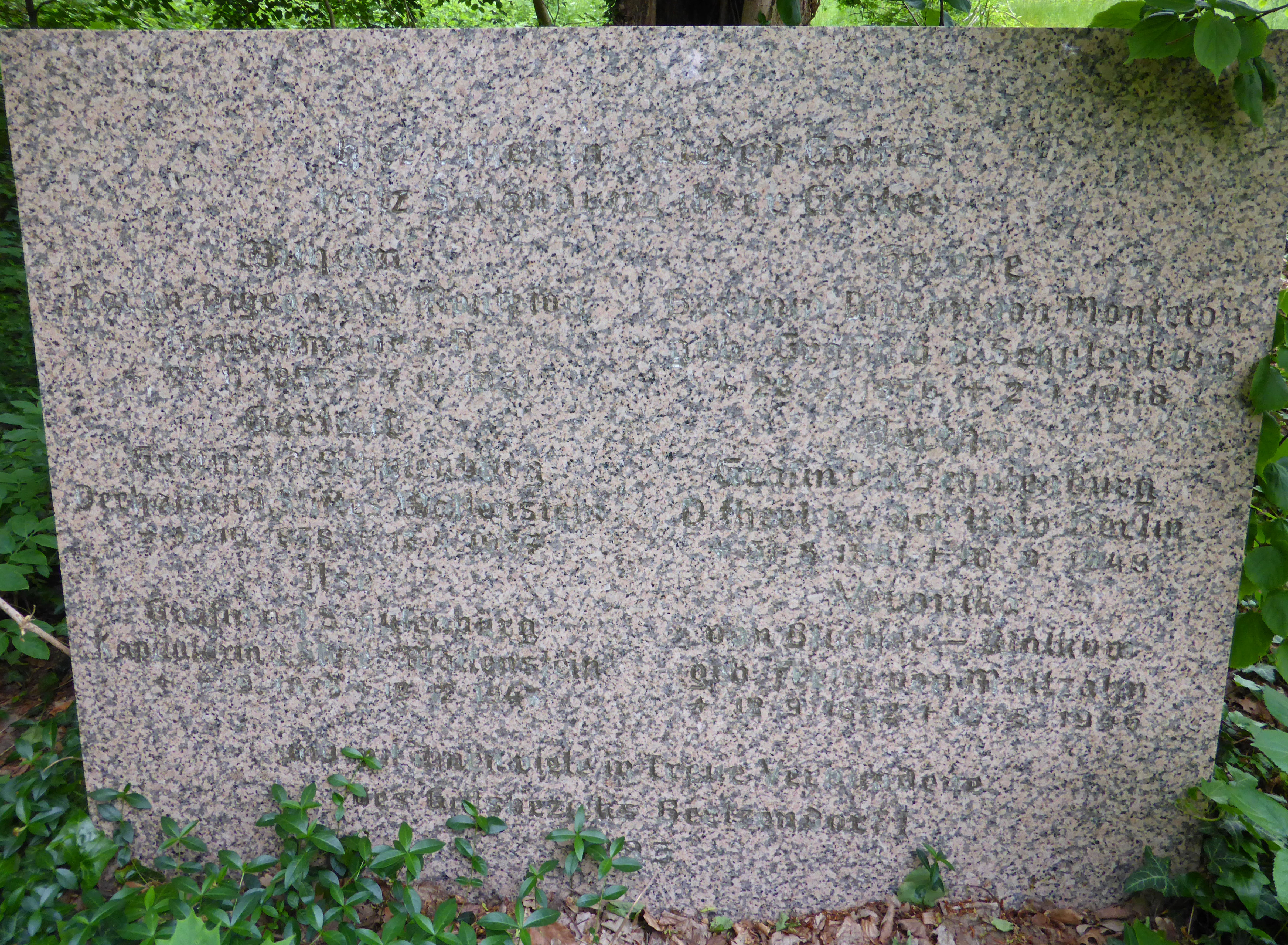
Gedenktafel auf dem Gutsfriedhof Beetzendorf mit Erinnerung an seine Frau (rechts unten)

Joachim von Blücher gehörte dem mecklenburgischen Uradelsgeschlecht Blücher an. Seine Eltern waren Gebhard von Blücher (1856–1892) und Helene, geb. Oerthling (1863–1893).
Im Alter von 5 Jahren wurde er Waise.
Er war mit Veronika (* 12. September 1892; † 12. August 1946), geb. Freiin von Maltzahn aus dem Hause Vanselow, Tochter von Hans-Mortimer von Maltzahn (1863–1916) und Anna geborene von der Schulenburg aus Beetzendorf (1868–1961), Enkelin von Hans Ludwig von Maltzahn und Werner von der Schulenburg, verheiratet. Sie verstarb in Beetzendorf, wo sie nach der Flucht aus Wolkow untergekommen war, und wurde auf dem dortigen Gutsfriedhof der Familie von der Schulenburg bestattet.
Aus der Ehe gingen die Kinder Gebhard (* 13. Juli 1914; † 20. Mai 1940 in Frankreich gefallen), Cordula (* 1916; † 1994, neben ihrem Vater in Lauenburg bestattet), Rosemarie (* 1920, ⚭ 1943 Werner Graf von der Schulenburg aus Beetzendorf, Mutter von Johann-Matthias Graf von der Schulenburg), Gunhild (* 1924; ⚭ Klaus Wolf von Eickstedt; † 2011?) und Ernst (* 1926; ⚭ Ehrengard von der Osten?, † 2007?) hervor.
| Ahnentafel Joachim von Blücher  | Ahnentafel Joachim von Blücher                                        | Ahnentafel Joachim von Blücher                                        | Ahnentafel Joachim von Blücher                                            | Ahnentafel Joachim von Blücher                                            | Ahnentafel Joachim von Blücher                                                    | Ahnentafel Joachim von Blücher                                                    | Ahnentafel Joachim von Blücher                                                    | Ahnentafel Joachim von Blücher                                                    |
| ------------------------------- | --------------------------------------------------------------------- | --------------------------------------------------------------------- | ------------------------------------------------------------------------- | ------------------------------------------------------------------------- | --------------------------------------------------------------------------------- | --------------------------------------------------------------------------------- | --------------------------------------------------------------------------------- | --------------------------------------------------------------------------------- |
| Urgroßeltern                    | Ernst von Blücher (1801–1877) ⚭ Friederike von Schuckmann (1798–1863) | Ernst von Blücher (1801–1877) ⚭ Friederike von Schuckmann (1798–1863) | Friedrich von Graevenitz (1790–1870) ⚭ Oktavie von Günderrode (1810–1870) | Friedrich von Graevenitz (1790–1870) ⚭ Oktavie von Günderrode (1810–1870) | Dr. jur. Georg Oerthling ⚭ (Frau)                                                 | Dr. jur. Georg Oerthling ⚭ (Frau)                                                 | (Herr) Krüger ⚭ (Frau)                                                            | (Herr) Krüger ⚭ (Frau)                                                            |
| Großeltern                      | Wilhelm von Blücher (1827–1910) ⚭ Marie von Grävenitz (1832–1913)     | Wilhelm von Blücher (1827–1910) ⚭ Marie von Grävenitz (1832–1913)     | Wilhelm von Blücher (1827–1910) ⚭ Marie von Grävenitz (1832–1913)         | Wilhelm von Blücher (1827–1910) ⚭ Marie von Grävenitz (1832–1913)         | Gustav Oerthling (1823–1900) ⚭ Marie Krüger aus dem Hause Kramonsdorf (1842–1931) | Gustav Oerthling (1823–1900) ⚭ Marie Krüger aus dem Hause Kramonsdorf (1842–1931) | Gustav Oerthling (1823–1900) ⚭ Marie Krüger aus dem Hause Kramonsdorf (1842–1931) | Gustav Oerthling (1823–1900) ⚭ Marie Krüger aus dem Hause Kramonsdorf (1842–1931) |
| Eltern                          | Gebhard von Blücher (1856–1892) ⚭ Helene Oerthling (1863–1893)        | Gebhard von Blücher (1856–1892) ⚭ Helene Oerthling (1863–1893)        | Gebhard von Blücher (1856–1892) ⚭ Helene Oerthling (1863–1893)            | Gebhard von Blücher (1856–1892) ⚭ Helene Oerthling (1863–1893)            | Gebhard von Blücher (1856–1892) ⚭ Helene Oerthling (1863–1893)                    | Gebhard von Blücher (1856–1892) ⚭ Helene Oerthling (1863–1893)                    | Gebhard von Blücher (1856–1892) ⚭ Helene Oerthling (1863–1893)                    | Gebhard von Blücher (1856–1892) ⚭ Helene Oerthling (1863–1893)                    |
| Joachim von Blücher (1888–1980) |                                                                       |                                                                       |                                                                           |                                                                           |                                                                                   |                                                                                   |                                                                                   |                                                                                   |

## Schriften
- Joachim von Blücher: Wolkow in Hinterpommern. Von den Anfängen bis zur Flucht. Blücher-Verlag, Merzhausen, 2001, ISBN 978-3-934249-05-9, S. 1 f. (Original-Entwurf 1948)